# Otto Sartorius (Politiker)
Otto Sartorius (* 16. Januar 1842 in Darmstadt; † 24. Januar 1911 in Mußbach, heute Neustadt an der Weinstraße-Mußbach) war Weinbauunternehmer und Mitglied des Deutschen Reichstags. Sein gleichnamiger Sohn (1892–1977) war sein Erbe als Unternehmer und zudem Dozent mit dem Schwerpunkt Önologie.

## Familie
In der Bayern heiratete Sartorius die Schwester Josef Kraetzers, der im damaligen Winzerdorf Mußbach Erbe eines großen Weinguts, des Herrenhofs, war. In zweiter Ehe war Sartorius verheiratet mit Johanne Weddigen, die am 19. April 1865 in Elberfeld geboren und damit 23 Jahre jünger war als ihr Mann. Aus der zweiten Ehe stammte der nach seinem Vater benannte Önologe Otto Sartorius (1892–1977).

## Ausbildung und Staatsdienst
Sartorius studierte von 1860 bis 1863 Cameralia an den Universitäten Heidelberg und Gießen. 1862 wurde er Mitglied des Corps Teutonia Gießen. Nach dem Examen trat er zunächst in den Großherzoglich hessischen Staatsdienst und war von 1868 bis 1870 von Hessen aus Oberzollkontrolleur bei dem damaligen zollvereinsländischen Hauptzollamt in Hamburg.

## Weinbau und Standespolitik
1870 verließ Sartorius den Staatsdienst. Im pfälzischen Weingut Herrenhof wurde er zunächst Teilhaber seines Schwagers; 1899, wohl nach dessen Tod, übernahm er das Gut komplett, indem er seine Verwandtschaft auszahlte. Er war nicht nur Mitglied der Gemeindeverwaltung von Mußbach, sondern als Standesvertreter auch Vorsitzender des Vereins für Weinbau und Weinhandel der Bayerischen Pfalz sowie Mitglied des Bezirksgremiums für Handel und Gewerbe in Neustadt an der Haardt.

## Reichstagsabgeordneter
Von 1903 bis Januar 1906 war Sartorius für die Freisinnige Volkspartei Mitglied des Deutschen Reichstags für den Wahlkreis Pfalz 6, der etwa den heutigen Landkreis Kaiserslautern und den 1969 aufgelösten Landkreis Kirchheimbolanden umfasste.